# 深度安靜
《深度安靜》（英語：Deep Quiet Room）是臺灣小說家林秀赫出版的第一本短篇小說集，收錄作品多與愛情有關，並獲得臺灣多項文學獎。內容描述臺灣八○後世代，面對這個動盪世界，表現的疑惑與不安，涵蓋空間、時間、人間，關於離鄉、關於愛情、關於失落等各種層面。整本小說的軸心直指人內在的成長，而且是獨自的成長，透過與他人的對話、觸碰，反觀自我的存在與自我意識的建立，寫出臺灣年輕世代在集體挫敗下，內心壓抑的情感和無止盡的憂鬱。

## 寫作背景
收錄林秀赫2006年到2015年，十年間的十一篇作品。作者表示這些作品深受天文學的影響：「這本小說的許多修辭，所描述的氛圍、人物的信念，都與天文學有關。」每則短篇都對應一顆太陽系的星球，目錄即是依照環繞太陽的軌道由近到遠排列。

## 收錄故事
|   | 太陽系星球 | 作品名稱           | 故事概述 | 改編記錄                                                           |
| ☉ | 太陽       | 太陽王             | 突然誕生於宇宙中心的「我」，擁有古往今來所有的知識。「我」長久漂浮在宇宙中，目睹星系的生成，感知自身的全能。直到聽見來自「她」的聲音，伴隨身體的變化，才恍然大悟原來自己是在「她」的體內。                                                                 |                                                                    |
| ☿ | 水星       | 冰箱               | 聿珊差點搭上發生隨機殺人事件的捷運列車，雖然躲過一劫，然而她卻開始耳鳴。尋找耳鳴原因的過程中，不斷與室友們產生摩擦。最後她懷疑耳鳴的來源，是門口的一臺冰箱。                                                                                               | 2018年第55屆金馬獎暨第10屆金馬電影學院作品                         |
| ♀ | 金星       | 房間的禮物         | 奧晴收到前男友子桀寄來的包裹，同時希望她也能回寄幾件東西，於是兩人不斷將房間的物品作為禮物寄給對方。漸漸的，奧晴感覺像在子桀的房間裡生活，兩人的房間被對調了。                                                                                             |                                                                    |
| ⊕ | 地球       | 他們都去過羅斯威爾 | 山佳國中學生王超德，他和從沒去過臺北市的同學莊修達、陳勝元、龔詩嘉在課堂活動埋下一個時光膠囊，約定高中之後再一起去臺北。但沒多久，修達、勝元就跑到臺北參加動漫展，王超德對此非常生氣。怎知今天早上，他好奇跟蹤一名漂亮的大姊姊，不小心搭上前往臺北的火車。 |                                                                    |
| ☽ | 月球       | 一個乾淨明亮的廚房 | 原本蝸居臺北的年輕電子工程師裴俊明，因發明新型USB而致富，在臺北買下一戶百坪豪宅，過著極簡的生活。有天他興起做菜的念頭，在家打造一間美麗的廚房Daymoon Kitchen，並邀請網友用餐。這天來了一名總是遲到的女孩。                                                 |                                                                    |
| ♂ | 火星       | 繁花僧侶           | 莊造還俗繼承家業，並娶了一名越南新娘。然而他開始迷上Discovery的環境影片，並相信自己所擁有的幾座山林，還存活臺灣最後的雲豹，展開一場追尋雲豹的旅程。 |                                                                    |
| ♃ | 木星       | 盛夏盛開的亞細亞   | 雅農返鄉，適逢家鄉慶典。此時奶奶夕子將不久於人世，希望雅農能繼承西拉雅女巫的衣缽。然而夕子追究雅農過往的同時，自己卻愛上衛生所的老醫生，展開一場黃昏之戀。她該如何面對孫女，以及即將來臨的慶典。                                                           |                                                                    |
| ♄ | 土星       | 不可思議的左手     | 某日老先生起床驚覺自己從右撇子變成左撇子，他為了找出原因，接受醫療檢驗，並透過對家庭生活的觀察，展開一場人生追憶，從而有了新的體悟，才想起長久以來不願面對的過往。                                                                                         |                                                                    |
| ♅ | 天王星     | 五福女孩           | 從小生活在高雄五福路商圈的小佟，到了大學還是離不開這裡。某天她在校園等公車，遇見了一名滑板男孩，之後男孩每天開車送她回家，直到有天男孩不告而別。多年後，小佟才體會那是愛情。                                                                               | 2023年高雄電影節「高雄拍」作品，丁冠濠導演。                       |
| ♆ | 海王星     | 猴子米亞           | 在澳洲伯斯打工的又芳，這日到機場接機，遇見一位同樣來自臺灣的男孩。本以為只是無聊打發時間隨意談天，這時候男孩告訴她，在伯斯北邊，有一個很美麗的海灘。 |                                                                    |
| ♇ | 冥王星     | 深度安靜           | 諭明一早醒來，身旁的妻子已經過世了。喪妻之際，又遇上全球銀行數位化的裁員潮。他該如何面對同個屋簷下的岳父，以及一直活在心中的妻子。 | 2020年金馬創投會議「臺北文創劇作獎」得主，沈可尚導演、瞿友寧監製。 |
| K | 凱龍星     | 那時的風景         | 後記。 |                                                                    |

## 獎項
- 2006年：〈繁花僧侶〉第28屆聯合報文學獎短篇小說評審獎
- 2008年：〈盛夏盛開的亞細亞〉第26屆全國學生文學獎大專小說首獎
- 2013年：〈不可思議的左手〉第15屆臺北文學獎短篇小說首獎
- 2015年：〈深度安靜〉第11屆林榮三文學獎短篇小說參獎[8]
- 2018年：〈冰箱〉第55屆金馬獎暨第10屆金馬電影學院作品[9]